# Diamir (Distrikt)
Der Distrikt Diamir ist ein Distrikt der autonomen Region Gilgit-Baltistan, den früheren Northern Areas, im Norden von Pakistan. 

## Lage
Er bedeckt eine Hochgebirgslandschaft im Karakorum und westlichen Himalaya. Dieser Distrikt kann auf dem Karakorum Highway erreicht werden. Der Verwaltungssitz liegt in Chilas.
Der Distrikt Diamir grenzt im Osten an den Astore-Distrikt. Dieser wurde im Jahr 2004 aus dem Diamir-Distrikt herausgelöst. Im Südwesten wird der Diamir-Distrikt durch den Babusar-Pass erreicht, im Süden grenzt er an den Distrikt Nilam von Asad Kaschmir. Der Distrikt Ghizer liegt im Norden und Nordwesten. Der Distrikt Gilgit grenzt im Norden und Nordosten an Diamir.
Bevor der Karakorum Highway fertiggestellt wurde, war der Distrikt nur über Gilgit sowie vom Süden über eine Piste von Balakot und den Babusar-Pass erreichbar. Der Weg führte über Kaghan, Naran, Besal, und Gittidas weiter durch Babusar nach Chilas. Die Straße von Besal zum Babusar-Pass ist nur mit Allradfahrzeugen befahrbar. Ein neues Straßenprojekt von Thelichi nach Skardu über Chilas und Deosai soll die Route zwischen Astore und Skardu verkürzen.
Der Nanga Parbat wird auch Diamar, der „König der Berge“, genannt; der zweithöchste Berg Pakistans und der neunthöchste der Welt, befindet sich im Distrikt Diamir.

## Diamer-Bhasha-Staudamm
Am 17. März 2006 legte Pervez Musharraf in Bhasha den Grundstein für das Projekt des 270 Meter hohen Diamer-Basha-Damms, der der Strom- und der Wasserversorgung dienen soll und den Indus aufstauen soll. Dieser Damm ist umstritten, da er zur Evakuierung von 32 Dörfern und 30.000 Personen führen wird. Der Damm würde 12.779 km² karges sowie 647 km² kulturfähiges Land fluten. Des Weiteren wird der Regierung von Pakistan vorgeworfen, dass der Dammbau nicht in ihrem, sondern im politischen Entscheidungsbereich von Jammu und Kashmir liege.

## Religion und Sprache
Die Bezirke Chilas und Darel/Tangir des Distrikts Diamir werden zu 100 % Prozent von den Sunniten religiös dominiert. Die Sprache Shina wird auch in Diamir gesprochen, aber der Balti-Dialekt, ein Dialekt der Sprache der Ladakhi- und tibetanischen Sprachgruppe wird hier und überall in Baltistan gesprochen.

## Sonstiges
Das Muttath- und Tattoo-Tal im Distrikt Diamir, die sich etwa 60 km von Gilgit befinden, wurden Ende des Jahres 2002 von einem starken Erdbeben betroffen, das zu schweren Zerstörungen führte. Aus diesen Tälern, in denen 14 Dörfer liegen und zirka 3100 Bewohner wohnen, musste etwa die Hälfte nach Gonar Farm in ein Zeltlager evakuiert werden, das 28 Kilometer von Chilas entfernt ist.
Am 8. Oktober 2005 kam es erneut zu einem schweren Erdbeben in diesem Gebiet.